# آنتونین پوچ

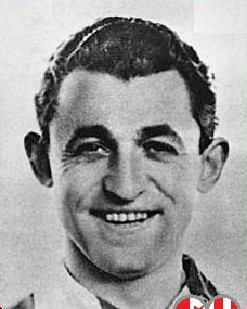
آنتونین پوچ - حوالی ۱۹۴۴

آنتونین پوچ (چکی: Antonín Puč؛ ۱۶ مهٔ ۱۹۰۷ – ۱۸ آوریل ۱۹۸۸) یک بازیکن فوتبال اهل چکسلواکی بود.

## باشگاهی
از باشگاه‌هایی که در آن بازی کرده‌است می‌توان به باشگاه فوتبال ویکتوریا ژیژکوف و باشگاه فوتبال اسلاویا پراگ اشاره کرد.

## تیم ملی
وی سابقه ۶۰ بازی برای تیم ملی فوتبال چکسلواکی را در کارنامه دارد.